# دوين بوميروي
دوين بوميروي هو مدرس وسياسي أمريكي، ولد في 1952.